# The Bold Ones
The Bold Ones (auf Deutsch etwa „Die Mutigen“ oder „Die Tapferen“) ist eine US-amerikanische Wheel series, die von 1969 bis 1973 von NBC ausgestrahlt wurde. Sie bestand aus den vier Serien The Bold Ones: The New Doctors, The Bold Ones: The Lawyers, The Bold Ones: The Protectors und The Bold Ones: The Senator.

## Hintergrund

### Wheel Series
In den späten 1960er Jahren begann vor allem NBC in Zusammenarbeit mit Universal Television mit dem damals als neuartig betrachteten Serienkonzept der Wheel series. Um mehr Zeit für die Produktion der einzelnen Serienfolgen zu bekommen, wurde ein wöchentlicher Sendeplatz von mehreren Produktionsteams bedient, die dann im Wechsel gesendet wurden. Dies wurde zuerst 1968 in der Serie The Name of the Game ausprobiert, in der sich drei Hauptdarsteller in verschiedenen Abteilungen eines Verlagshauses abwechselten. 1969 startete The Bold Ones, das drei Serien aus unterschiedlichen Genres unter einem Titel vereinigte. Damit wird The Bold Ones als die „erste Wheel series“ bezeichnet.
Am 14. September 1969 startete The Bold Ones: The New Doctors, eine Krankenhausserie mit E. G. Marshall, David Hartman und John Saxon in den Hauptrollen. Am 21. September folgte die Anwaltserie The Bold Ones: The Lawyers mit den Hauptdarstellern Burl Ives, Joseph Campanella und James Farentino. Die dritte Serie, eine Krimiserie, hatte am 28. September Premiere: Leslie Nielsen und Hari Rhodes in The Bold Ones: The Protectors. Am 5. Oktober ging es mit The Bold Ones: The New Doctors weiter.
Mit The Bold Ones hatte sich das System so weit etabliert, dass NBC weitere Wheel series startete, darunter 1971 NBC Mystery Movie, das mit Ein Sheriff in New York, Columbo und McMillan & Wife in das erste Jahr ging und die erfolgreichste Wheel series wurde. Selbst Die Leute von der Shiloh Ranch wurde 1970 für die neunte und letzte Staffel auf das System von The Name of the Game umgestellt.

### Weitere Geschichte der Serie
Die erste Staffel war moderat erfolgreich. Trotzdem entschied man sich danach, The Bold Ones: The Protectors, das etwas schwächere Quoten als die anderen beiden Serien hatte, abzusetzen. Für die zweite Staffel wurde stattdessen The Bold Ones: The Senator mit Hal Holbrook, Michael Tolan und Sharon Acker gestartet. Trotz guter Kritiken wurde aber auch diese Serie bereits nach einer Staffel wieder abgesetzt. Nach der dritten Staffel wurde The Bold Ones: The Lawyers beendet. Ab 1972 konzentrierte man sich auf die Serie mit den besten Quoten, The Bold Ones: The New Doctors. Aber bereits nach dem 16. Januar 1973 wurde auch dies aufgegeben. Nach einer letzten Folge am 4. Mai 1973 wurde The Bold Ones beendet.

### Vorspann
Obwohl die Serien von The Bold Ones eigentlich nichts miteinander zu tun hatten teilten sie sich den Vorspann. So wurde vor jeder Folge ein Vorspann gezeigt, der die Hauptbesetzung aller Serien aufführte. In der ersten Staffel wurde im Vorspann zudem ein vorstellender Text gesprochen. Dabei wurden jeweils die Namen der Hauptdarsteller und dann ein kurzer Satz zur Serie genannt, zum Beispiel „E. G. Marshall, John Saxon, David Hartman: Doctors expanding the horizons of a new medicine“ ‚... Ärzte, die den Horizont einer neuen Medizin ausdehnen‘. Die anderen beiden Sätze waren „Lawyers defending justice in the nation’s courtrooms“ ‚Anwälte, die in den Gerichtssälen des Landes die Gerechtigkeit verteidigen‘ und „Public servants enforcing the laws of a challenging society“ ‚Beamte, die in einer schwierigen Gesellschaft die Gesetze durchsetzen‘. Am Ende wurde „These are the Bold Ones“ hinzugefügt.